# Finn Bilous
Finn Bilous (* 22. September 1999 in Wanaka) ist ein neuseeländischer Freestyle-Skier. Er startet in den Disziplinen Halfpipe, Slopestyle und Big Air.

## Werdegang
Bilous startete im Januar 2014 in Breckenridge erstmals im Weltcup und belegte dabei den 30. Platz in der Halfpipe. Bei den Juniorenweltmeisterschaften 2014 in Chiesa in Valmalenco errang er den 29. Platz im Slopestyle und den fünften Platz in der Halfpipe. Im folgenden Jahr wurde er bei den Juniorenweltmeisterschaften Neunter im Slopestyle und Siebter in der Halfpipe. Bei den Olympischen Jugend-Winterspielen 2016 in Lillehammer holte er die Bronzemedaille im Slopestyle und die Silbermedaille in der Halfpipe. Im September 2016 wurde er bei The Cardrona Games in Cardrona Zweiter im Slopestyle. Bei den Weltmeisterschaften 2017 in der Sierra Nevada belegte er den 15. Platz in der Halfpipe und den zehnten Rang im Slopestyle. In der Saison 2017/18 errang er bei den Olympischen Winterspielen 2018 in Pyeongchang den 13. Platz im Slopestyle und beim Spring Battle in Flachauwinkl den dritten Platz im Slopestyle. Zu Beginn der Saison 2018/19 wurde er beim Weltcup in Cardrona Dritter im Big Air.